# يوزين (مدينة)
يوزين هي مدينة من مدن أوكرانيا. يبلغ عدد سكانها 12122 نسمة وذلك حسب إحصائيات سنة 2013. تبلغ مساحتها 67 كم².

## أعلام
- بافل بوبوفيتش